# Stanley Myers
Stanley Myers (Birmingham, 6 oktober 1930 – Londen, 9 november 1993) was een Brits filmcomponist.
Myers studeerde aan de Universiteit van Oxford en was in het begin van de jaren vijftig actief als songwriter en muziekproducent. In 1958 werkte hij voor het eerst mee aan filmmuziek: samen met componist Reg Owen werkte hij aan muziek voor de film Murder Reported. Na een onderbreking van zes jaar schreef Myers vervolgens onafgebroken muziek voor films en televisieseries. Zo schreef hij in 1964 onder meer muziek voor zes afleveringen van de televisieserie Doctor Who.
Myers bekendste werk was het lied Cavatina uit de film The Walking Stick uit 1970 dat later ook werd gebruikt als belangrijkste thema in de film The Deer Hunter (uitgevoerd door gitarist John Williams) waarmee Myers zijn eerste internationale prijs won, een Ivor Novello Award. Op het Filmfestival van Cannes won hij in 1987 voor de film Prick Up Your Ears de 'Best Artistic Contribution' prijs. In de jaren tachtig had Myers een samenwerking met Hans Zimmer, voordat de Duits componist naar Amerika verhuisde.
Myers stierf op 9 november 1993 in Londen aan kanker.

## Filmografie
| Jaar | Titel                                           | Opmerkingen                       |
| ---- | ----------------------------------------------- | --------------------------------- |
| 1966 | Kaleidoscope                                    |                                   |
| 1967 | Ulyses                                          |                                   |
| 1968 | No Way to Treat a Lady                          |                                   |
| 1968 | Separation                                      |                                   |
| 1968 | Otley                                           |                                   |
| 1968 | The Night of the Following Day                  |                                   |
| 1969 | Age of Consent                                  |                                   |
| 1969 | Two Gentlemen Sharing                           |                                   |
| 1970 | Tropic of Cancer                                |                                   |
| 1970 | The Walking Stick                               |                                   |
| 1970 | Underground                                     |                                   |
| 1970 | Take a Girl Like You                            |                                   |
| 1970 | A Severed Head                                  |                                   |
| 1970 | The Ballad of Tam Lin                           |                                   |
| 1971 | The Raging Moon                                 |                                   |
| 1972 | Zee and Co.                                     |                                   |
| 1972 | King, Queen, Knave                              |                                   |
| 1972 | Sitting Target                                  |                                   |
| 1972 | Strohfeuer                                      |                                   |
| 1973 | The Blockhouse                                  |                                   |
| 1973 | The Love Ban                                    |                                   |
| 1974 | Road Movie                                      |                                   |
| 1974 | House of Whipcord                               |                                   |
| 1974 | Little Malcolm                                  |                                   |
| 1974 | Caravan to Vaccares                             |                                   |
| 1974 | Frightmare                                      |                                   |
| 1974 | The Apprenticeship of Duddy Kravitz             |                                   |
| 1975 | The Wilby Conspiracy                            |                                   |
| 1975 | Conduct Unbecoming                              |                                   |
| 1976 | House of Mortal Sin                             |                                   |
| 1976 | Der Fangschuß                                   | ook bekend als Coup de Grâce      |
| 1976 | Schizo                                          |                                   |
| 1977 | A Portrait of the Artist as a Young Man         |                                   |
| 1978 | The Greek Tycoon                                |                                   |
| 1978 | The Comeback                                    |                                   |
| 1978 | The Deer Hunter                                 |                                   |
| 1978 | Absolution                                      |                                   |
| 1979 | The Class of Miss MacMichael                    |                                   |
| 1979 | Yesterday's Hero                                |                                   |
| 1979 | The Great Riviera Bank Robbery                  |                                   |
| 1979 | A Nightingale Sang in Berkeley Square           |                                   |
| 1980 | The Watcher in the Woods                        |                                   |
| 1980 | The Border                                      |                                   |
| 1981 | Lady Chatterley's Lover                         |                                   |
| 1982 | Incubes                                         |                                   |
| 1982 | Moonlighting                                    |                                   |
| 1983 | Eureka                                          |                                   |
| 1983 | The Honorary Consul                             |                                   |
| 1984 | Success Is the Best Revenge                     | met Hans Zimmer                   |
| 1984 | Blind Date                                      |                                   |
| 1984 | Histoire d'O: Chapitre 2                        |                                   |
| 1984 | The Next One                                    |                                   |
| 1984 | The Chain                                       |                                   |
| 1985 | Insignificance                                  |                                   |
| 1985 | My Beautiful Laundrette                         | met Hans Zimmer als Ludus Tonalis |
| 1985 | The Lightship                                   |                                   |
| 1985 | Dreamchild                                      |                                   |
| 1986 | The Zero Boys                                   | met Hans Zimmer                   |
| 1986 | Separate Vacations                              | met Hans Zimmer                   |
| 1986 | Castaway                                        |                                   |
| 1986 | The Wind                                        | met Hans Zimmer                   |
| 1987 | Prick Up Your Ears                              |                                   |
| 1987 | The Second Victory                              |                                   |
| 1987 | Wish You Were Here                              |                                   |
| 1987 | Sammy and Rosie Get Laid                        |                                   |
| 1988 | The Nature of the Beast                         | met Hans Zimmer                   |
| 1988 | Taffin                                          | met Hans Zimmer                   |
| 1988 | Trading Hearts                                  |                                   |
| 1988 | Stars and Bars                                  |                                   |
| 1988 | Track 29                                        |                                   |
| 1988 | Nightmare at Noon                               | met Hans Zimmer                   |
| 1988 | Paperhouse                                      | met Hans Zimmer                   |
| 1988 | Boots                                           |                                   |
| 1989 | Torrents of Spring                              |                                   |
| 1989 | Scenes from the Class Struggle in Beverly Hills |                                   |
| 1990 | Laddere of Swords                               |                                   |
| 1990 | The Witches                                     |                                   |
| 1990 | Rosencrantz & Guildenstern Are Dead             |                                   |
| 1991 | Iron Maze                                       |                                   |
| 1991 | Homo Faber                                      | ook bekend als Voyager            |
| 1991 | Cold Heaven                                     |                                   |
| 1992 | Sarafina!                                       |                                   |
| 1993 | Claude                                          |                                   |
| 1993 | The Summer House                                |                                   |

## Overige producties

### Televisiefilms
| Jaar | Titel                             | Opmerkingen |
| ---- | --------------------------------- | ----------- |
| 1964 | So Much to Remember               |             |
| 1973 | DivorceHis, Divorce Hers          |             |
| 1974 | Übernachtung in Tirol             |             |
| 1978 | Summer of My German Soldier       |             |
| 1981 | The Gentleman Bandit              |             |
| 1983 | A Pattern of Roses                |             |
| 1984 | The Zany Adventures of Robin Hood |             |
| 1985 | Black Arrow                       |             |
| 1985 | Florence Nightingale              |             |
| 1985 | Mr. and Mrs. Edgehill             |             |
| 1986 | Strong Medicine                   |             |
| 1987 | Scoop                             |             |
| 1987 | Pack of Lies                      |             |
| 1987 | Harry's Kingdom                   |             |
| 1987 | A Wreath of Roses                 |             |
| 1988 | Stones for Ibarra                 |             |
| 1988 | Baja Oklahoma                     |             |
| 1988 | Tidy Endings                      |             |
| 1989 | Age-Old Friends                   |             |
| 1991 | A Murder of Quality               |             |
| 1992 | My Friend Walter                  |             |
| 1992 | Mrs. 'Arris Goes to Paris         |             |
| 1993 | Stalag Luft                       |             |
| 1993 | Heart of Darkness                 |             |

### Televisieseries
| Jaar | Titel                    | Opmerkingen                       |
| ---- | ------------------------ | --------------------------------- |
| 1964 | Doctor Who               |                                   |
| 1964 | Diary of a Man           |                                   |
| 1965 | The Wednesday Play       | 1965–1966                         |
| 1967 | A Series of Bird's       |                                   |
| 1967 | All Gas and Gaiters      | 1967–1971                         |
| 1969 | World in Ferment         |                                   |
| 1973 | Play for Today           | 1973–1984                         |
| 1974 | Shoulder to Shoulder     | miniserie                         |
| 1975 | The Legend of Robin Hood | miniserie                         |
| 1980 | The Martian Chronicles   | miniserie                         |
| 1982 | Nancy Astor              | miniserie                         |
| 1983 | Widows                   |                                   |
| 1984 | Diana                    | miniserie                         |
| 1985 | My Brother Jonathan      |                                   |
| 1986 | The Singing Detective    | miniserie                         |
| 1986 | Screen Two               | 1986–1993                         |
| 1990 | Never Come Back          | miniserie                         |
| 1994 | Middlemarch              | minserie, met Christopher Gunning |

## Prijzen en nominaties

### BAFTA Awards
| Jaar | Titel              | Categorie             | Uitslag     |
| ---- | ------------------ | --------------------- | ----------- |
| 1988 | Wish You Were Here | Beste filmmuziek      | Genomineerd |
| 1995 | Middlemarch        | Beste televisiemuziek | Gewonnen    |

- Biblioteca Nacional de España: XX1126557
- Bibliothèque nationale de France: cb13897836q (data)
- CiNii: DA10559680
- Gemeinsame Normdatei: 128534990
- International Standard Name Identifier: 0000 0001 1478 5986
- Library of Congress Control Number: n80145179
- Nationale Bibliotheek van Letland: 000053494
- MusicBrainz: 0179bb0c-704a-4844-b7f3-35cee9c8b954
- Nationale Bibliotheek van Tsjechië: xx0022874
- Nationale Bibliotheek van Israël: 987007323059905171
- Nederlandse Thesaurus van Auteursnamen: 071799133
- Istituto Centrale per il Catalogo Unico: RAVV103012
- SNAC: w6mm0n65
- Système universitaire de documentation: 086911988
- Virtual International Authority File: 100237072
- WorldCat: E39PCjqwgGGxRwQdXGKQ66BVYd